# 6489 Golevka
6489 Golevka là một tiểu hành tinh Apollo, tiểu hành tinh bay qua Sao Hỏa và tiểu hành tinh Alinda được phát hiện năm 1991 bởi Eleanor F. Helin.